# Microcalcarifera squamulata
Microcalcarifera squamulata är en fjärilsart som beskrevs av Achille Guenée 1858. Microcalcarifera squamulata ingår i släktet Microcalcarifera och familjen mätare. Inga underarter finns listade i Catalogue of Life.